# Саірхе
Саірхе (груз. საირხე) — село в Грузії.
За даними перепису населення 2014 року в селі проживає 1994 осіб.